# Benimaclet Viu
Benimaclet Viu és una plataforma que fou creada per diferents associacions, escoles de primària, instituts de secundària i centres socials del barri de Benimaclet de València amb motiu de l'organització de les Trobades d'Ensenyament en Valencià de la ciutat de València el 16 de maig de 2010. Després de l'èxit aconseguit en l'organització de les Trobades, totes les entitats de la plataforma van decidir continuar treballant conjuntament en un model assembleari i participatiu vertebrat en les següents línies de treball:
- Potenciar l'ús social del valencià a Benimaclet.
- Esdevindre un espai de trobada i d'integració ciutadana per posar en marxa experiències de democràcia participativa i d'autogestió col·lectiva.
- Treballar per la millora de les condicions de vida dels ciutadans i ciutadanes del barri.
- Recuperar el patrimoni cultural i natural col·lectiu per actualitzar-lo i projectar-lo cap al futur.
- Potenciar les sinergies entre la comunitat educativa i la resta del barri.

## Activitats
Des de la seua fundació amb motiu de l'organització de les Trobades d'Ensenyament en valencià del 2010, Benimaclet Viu ha impulsat i organitzat diferents iniciatives com: 
- Universitat Lliure de Benimaclet. És un projecte socioeducatiu impulsat des de Benimaclet Viu l'any 2011 amb l'objectiu d'afavorir l'intercanvi de coneixements entre ciutadans i ciutadanes fora de les institucions oficials i des de l'acció voluntària.[5][6] Des de la seua creació ha realitzat diferents activitats com el cicle de xerrades Comprendre València. Transformar la realitat,[7] cursos gratuïts de valencià, tallers de teatre o cursos d'economia crítica.
- Benimaclet t'estime[8]
- Escola de Pilota de Benimaclet
- Un cant per l'horta[9]
- Festa Estellés de Benimaclet.[10]

També cal destacar assenyalar l'homenatge als mestres fills de Benimaclet Carles Salvador i Bonaventura Pasqual així com la participació activa en la campanya 'Tots els colors, totes les cultures' contra la manifestació del grup d'ultradreta España 2000 a Benimaclet celebrada el novembre del 2010.